# ポロ (菓子)
ポロ（Polo）はブレスミント（清涼菓子）のブランドである。

## 解説
中央に穴が空いた円形の形状とペパーミントのフレーバーを特徴としており、1948年にイギリスでラウントリーズファクトリーヨークの従業員ジョン・バージウェルによって最初のペパーミント味が製造され、それ以来さまざまなフレーバーが製造されて来た。
名前の由来は、ミントの清涼感のある爽やかな味わいを表す言葉（おそらくデンマーク語の「pol」、正確な情報は不明）から来ていると考えられている。ポロは主にインドやスリランカなどの国でネスレによって通常は23 個入り、34g パックで販売されている。

## 歴史
ラウントリーズファクトリーヨークは第二次世界大戦中にライセンスを受けてライフセーバーを製造した後、1939年にポロミントを開発したが、それよりも前からライフセーバーやブリティッシュネイビースイーツといった類似の菓子が存在しており、第二次世界大戦の開始により製造・市場への導入は1947年まで延期され、その後すぐフルーツフレーバーが続いて発売された。
また1960年代後半、サッカー観戦における暴力行為に対し、警察は武器になり得るあらゆる物品を没収し始めた。没収の対象となった物品の中には、鋼鉄製の櫛、ペン、コースター、靴紐、ブーツに加えて、詳細や理由、経緯は不明だがポロも含まれていた。

## 新商品の開発
ポロミントにはいくつかのバリエーションが存在します。長きにわたりラウントリーは新しいフレーバーを開発・販売した。ネスレに買収されてからもポロは販売され新しいフレーバーを発売し続け、成功したフレーバーもあれば失敗したものもあった。結果的にオリジナルのポロミントほど成功したものはなかった。

### ラウントリー時代
前述の通りすでにフルーツフレーバーが存在したが、1980年代から様々なフレーバーの開発に取り組んでいた。
- レモン：ネスレが約10年後に出した柑橘系のフレーバーと似ていますが、同じものではない。
- オレンジ：レモンフレーバーと似ていたが、パッケージがオレンジ色
- トロピカルフルーツ：バナナ、メロン、ココナッツなどが含まれていた
- グローブ：ミントフレーバーの液体が入った小さなカプセルで、裏蓋付きの小さな箱に入っていた

### ネスレによる買収後
- スペアミント：キャッチコピーは「cool look, cool taste（クールな見た目、クールな味）」。強いスペアミントの味と香りを持っている。元のデザインにはターコイズ色の斑点があったが現在は白色になっている
- フルーツ：数種類のフルーツフレーバーを一本のチューブにまとめたもの。フレーバーは、イチゴ、カシス、オレンジ、レモン、ライムなど
- ポログミ：ポロの形をしたフルーツフレーバーのソフトグミ
- シュガーフリー：砂糖不使用のポロをソルビトールでコーティングしたもの

- ミニポロ：シュガーフリーバージョンの「スーパーミントフレーバー」。直径約0.5cmと小さく、通常のポロと同じような包装だった。オレンジフレーバーも存在した。
- スムージー：クリーミーでカシス、サンシャインフルーツ、ストロベリーなどが存在した
- シトラスシャープ：レモンとライムのフレーバー。イギリスでは製造中止。
- バターミントポロ：ミントフレーバーのバタースコッチ味
- ストロング/エクストラストロング：キャッチコピーは「We like them strong, but silent.」Trebor ライバル、この味は非常に人気があった。イギリスで製造中止。
- ice（アイス）：光沢のある青い包装紙でくるまれていて、より刺激の強いミント味。
- パン風味： 2020年からインドで発売、以前はインド現地の各店で入手可能
- ミント０フルーツフレーバー：インドネシアで入手可能。ラズベリーミント、カシスミント、ペパーミント、ライムミント、チェリーミントのフレーバーがある。キャッチコピーは「Think Plong！Masih AdaBolong！」。イギリスの一部のポンドランドの店舗でも販売されている。
- holes(ホールス)：正確でないが、標準的なポロのサイズとほぼ同じ小さなミントのプラスチックチューブ。

## ポロミントの概要
ポロの直径は約 1.9 センチメートル (0.75 インチ)、厚さは 0.4 センチメートル (0.16 インチ)、穴の幅は 0.8 センチメートル (0.31 インチ) 
オリジナルのポロは色が白く、中央に穴があり、リングの上部の平らな面に「POLO」という文字が 2 回エンボス加工されていたため、「穴のあるミント」という人気のキャッチコピーが付けられた。
主な品種成分には、砂糖、グルコースシロップ、加工デンプン、ステアリン酸（植物由来）、ハッカ油が含まれる。

## 包装
ポロは通常、約 10 cmの ミントが 23 枚入ったパックで販売される。チューブタイプは、アルミを敷いた紙でしっかりと包まれている。ホイル包装紙に「POLO」と書かれた緑と青の包装紙を筒状にすることで、「Polo」のOの形をしたキャンディーのイメージを表現しています。スペアミントフレーバーの包装紙はターコイズ色、エクストラストロングフレーバーは黒色。

## 商標問題
1994年に商標法がイギリスで導入されたとき、ネスレはポロミントの形状の商標登録を申請した。この申請では、テキストのない白いミントのリングを特徴としていた。しかし、クラフトフーズ社と当時ライフセーバー社を所有していたマースUK社は、出願されたポロのミントには際立った特徴が欠けているとして、この申請に反対した。この申請は、ネスレ社側がミントの説明を絞り込むことに同意することを条件に承認された。ミントの寸法はポロミントの標準寸法に限定され、「ミント風味の圧縮菓子」に限定された。たとえば、クラフトフーズ社は、「LIFESAVERS」とマークされたリング状のお菓子に同様の商標登録を申請しました。ネスレは商標出願に反対しようとしたが、裁判所がポロとライフセーバーにはどちらもそれぞれミント菓子本体にマークが大胆かつ目立つようにエンボス加工されているため、顧客は区別できるとの判決を下され反対を取り下げた。

## 広告
1980 年代、ピーター サリスがテレビ広告のナレーションを務めた。スペアミントフレーバーの発売に合わせて、新しいテレビキャンペーンではダニー・ジョン＝ジュールズがナレーションを務めた。テレビドラマ「宇宙船レッド・ドワーフ号」の作中で猫として出演していた彼は、その役と似た声でナレーションをした。 1995 年、同社はアードマン アニメーションズが制作した大規模な広告キャンペーンを開始し、ポロの工場の生産ラインのアニメの広告を放映した。穴のないポロが怖くなって逃げようとするが、穴開け機で拘束されてしまうというストーリー。
1990 年代後半には今までと異なる形式の広告を実験した。 1998年、彼らはポリグラムと協力してコンピレーション・アルバム『クール・グルーヴス』を制作し、同年9月5日付で全英アルバムチャートで12位に達した。

## 参照ページ
- ネスレホームページ（英語）